# Santa Maria d'Olost
Santa Maria d'Olost és una església neoclàssica d'Olost (Lluçanès) inclosa a l'Inventari del Patrimoni Arquitectònic de Catalunya.

## Descripció
Edifici de grans dimensions de planta rectangular. Destaca, la seva façana principal amb dues grans torres de campanar a banda i banda, ambdós de planta octogonal amb pedra treballada als angles i cobertes amb una galeria a la part superior. Hi ha un gran portal d'entrada d'arc rebaixat entre quatre columnes i un frontis neoclàssic amb un relleu de factura moderna de l'Assumpció. Sobre del portal hi ha un finestral termal de mig punt. Damunt hi ha una creu de ferro datada l'any 1910.

## Història
L'actual edifici és obra de finals del segle xviii si bé hi hagué algunes restauracions ja en el ple segle xx. Restaurada el 1940 no es conserven els antics retaules, destruïts duran la Guerra Civil. Ha estat anomenada pomposament "La catedral del lluçanès". La seva consagració és, suposadament, del 908. L'any 1854 fou declarada centre arxiprestal del lluçanès compartint aquesta categoria amb Prats de lluçanès.